# Sophia Holst
Sophia Holst (Geldrop, 1988) is een architect, kunstenaar en onderzoeker, gevestigd in Brussel. Haar onderzoeksveld verspreidt zich over thema's als sociale dynamieken en urbanisme, ruimtelijke planning, neo-liberale stadsontwikkeling en de impact op de ongelijkheid in de samenleving.

## Opleiding
Holst studeerde visuele kunsten in het Sandberg Instituut in Amsterdam en architectuur aan de campus Sint-Lucas van de Katholieke Universiteit Leuven. In 2020-2021 voltooide ze een postgraduaat aan de Jan Van Eyck Academie.

## Carrière & Werk
Naast praktiserend architect is Holst actief als onderzoeker en architectuur- en kunstcriticus. Voor de website Archined schrijft ze opiniestukken en recensies.
In 2022 werd Holst uitgenodigd door het Vlaams Architectuurinstituut om een ontwerp te maken voor de tentoonstellingenreeks Tafelzetting. In de tentoonstelling onderzocht ze met behulp van een installatie verschillende gebruikersscenario's voor het dakenlandschap van het kunstencentrum deSingel in Antwerpen.